# Sextasy
Treść tego artykułu od 2014-07 może nie być zgodna z zasadami neutralnego punktu widzenia.
 Po wyeliminowaniu niedoskonałości należy usunąć szablon [[Szablon:Dopracować|]] z tego artykułu.
Sextasy – to popularnie nazywana mieszanina dwóch substancji: MDMA – 3,4-metylendioksymetamfetaminy (wchodzącej w skład Extasy) i cytrynianu sildenafilu (wchodzącego w skład Viagry).
Sextasy może być zażywane doustnie jako dwie oddzielne tabletki: Viagra i extasy, lub też oba specyfiki mogą być zmielone, pokruszone i podane w jednej kapsułce lub wdychane przez nos, celem zażycia przez błony śluzowe. Mieszanka taka staje się coraz popularniejsza, a stosowanie jej sięga daty wypuszczenia na rynek Viagry w 1998.
Głównym celem jej stosowania jest znoszenie skutków ubocznych jednego specyfiku przez drugi.

## Historia
Ecstasy, jeden ze składników sextasy, zdobył dużą popularność w środku lat 90., lecz jego użycie zaczęło zmniejszać się pod koniec dekady. Mimo wszystko był to (i wciąż jest) najbardziej popularny środek psychoaktywny związany głównie z wielkimi imprezami, dyskotekami itp.
Z kolei Viagra, produkt firmy Pfizer wprowadzony do obrotu w 1998, był to pierwszy w pełni skuteczny specyfik leczący dysfunkcje wzwodu. Lek jest przeznaczony dla mężczyzn wystarczająco zdrowych by odbyć stosunek płciowy, ale cierpiących na kłopoty ze wzwodem.
Sextasy stawało się coraz bardziej popularne, zaczynając od lat dwutysięcznych, co także spowodowało powrót extasy. Extasy było najbardziej popularne w Europie i Australii i tam też rosła popularność sextasy. Wkrótce specyfik ten zyskał uznanie w USA i Kanadzie. Szczególnie w tej ostatniej, gdzie łatwo dostać leki bez recepty, zaowocowało to boomem.

## Cele stosowania
Sextasy stało się popularne, ponieważ stosowanie tej mieszanki niweluje negatywny wpływ MDMA (extasy) na organizm mężczyzn. Extasy, podobnie jak wiele innych narkotyków i alkohol ma ujemny wpływ na erekcję. Viagra pomaga zwalczyć te skutki. Extasy dodatkowo powiększa wrażenia zmysłowe i może sprawiać, że seks jest przyjemniejszy i żywszy. Działając jak amfetamina dodaje dodatkowo energii i znosi zmęczenie. Extasy początkowo było pomyślane jako substancja nie czyniąca szkód w organizmie, a sextasy jako idealne połączenie dla dotychczasowych użytkowników extasy, znoszące jego negatywne efekty.

## Ryzyko
Stosowanie sextasy niesie ze sobą możliwe zagrożenia, takie same jak przy stosowaniu extasy (także te wynikające z często obecnych w tabletkach extasy domieszek). Dodatkowy udział Viagry – inhibitora PDE5, czy innego leku pobudzającego erekcję, znacznie zwiększa ryzyko wystąpienia gwałtownych reakcji w układzie naczyniowo-sercowym, jak atak serca. Jako że inhibitory PDE5 działają rozkurczowo, ich efektem ubocznym (a co za tym idzie sextasy) są częste bóle głowy. W kombinacji może także wystąpić efekt priapizmu, czyli często bolesnego, długotrwałego wzwodu prącia, który może spowodować jego nieodwracalne uszkodzenia. Dodatkowo mogą wystąpić skutki uboczne znane dla Viagry.
Biorąc pod uwagę sytuacje kiedy zażywa się sextasy, oraz to, że extasy może powodować błędną ocenę rzeczywistości oraz dezorientację, stosowanie sextasy może prowadzić do zbliżeń płciowych o podwyższonym ryzyku, co sprzyja przenoszeniu chorób wenerycznych.